# علاء الدين أتسز
علاء الدين أتسز بن قطب الدين محمد بن أنوشتكين غرجه (ت. 551هـ/1156م) ثالث السلاطين الخوارزمية.
وبعد وفاة قطب الدين محمد سنة (522هـ/1128م) خلفه ابنه «أتسز» بموافقة السلطان سنجر السلجوقي ، وكان أتسز واليًا طموحًا مد بصره فرأى دولة السلاجقة توشك على الانهيار، فتطلع إلى بسط نفوذه على حسابها، واقتطاع أراضيها وإخضاعها لحكمه، ودخل في حروب مع السلطان سنجر الذي وقف بالمرصاد لطموحات أتسز، ولم يمكنه من تحقيق أطماعه، وأجبره على الاعتراف بتبعيته له، وظل يحكم خوارزم تحت سيادة السلاجقة حتى وفاته في سنة (551هـ/1156م).
تمتعت الدولة باستقلالية كبيرة. بدأ الخوارزميون بالتوسع في خراسان.

## لقبه
"آتسيز" معناه باللغة التركية "بدون اسم" أو "الشخص الذي ليس له اسم".

حمل اسم "آتسيز" أيضًا الملك المعظم أتسز بن أوق الخوارزمي (توفي 1078م أو 1079م)، كما اختاره لاحقا الكاتب التركي حسين نيهال أتسز لقبا له في القرن العشرين.